# De Chrenecruda
De chrenecruda, chrene cruda, chrenechrunda ou encore chren crude est le titre 58 de la loi salique, utilisée du IVe siècle au VIe siècle sous l'époque des Francs saliens et supprimée par Childebert II en 595. Elle sera considérée comme une pratique païenne, notamment avec la montée de l'Église en France.  Elle consiste en une cérémonie symbolique de transmission de dette par solidarité familiale et ce lorsque le coupable d'un homicide n'a pas assez de biens pour payer la somme demandée,. 

## Tradition symbolique
C'est une action symbolique qui se déroule selon un rituel précis. Si le coupable d'un homicide ne peut pas payer la composition exigée, il doit demander à douze personnes de témoigner qu'il n'a pas assez de biens pour payer. Ensuite, en présence de sa famille, il rentre dans sa maison, prend de la terre, de la poussière ou de la cendre aux quatre coins de la pièce, se place sur le seuil de la demeure en regardant vers l'intérieur. Il jettera cette poussière avec sa main gauche par-dessus son épaule sur le parent le plus proche. Par après, sans habit et sans chaussure, tenant un bâton dans sa main, il doit sauter au-dessus de la haie, de l'enclos ou de la barrière de sa propriété pour symboliser la transmission de dette.

## Application
L'aide financière de la famille se fait par degré de parenté. La famille maternelle sera généralement la première à payer, puis l'aide viendra de la famille paternelle. Par exemple, ce sera d'abord la mère qui donnera ce qu'elle pourra puis sa ou ses sœurs, puis les cousins proches, etc.
Selon les lois des Francs saliens, après ce rituel symbolique, si le meurtrier n'a toujours pas payé l'entièreté de la composition malgré l'aide de sa famille, il devra demander une caution et se présenter devant quatre tribunaux successifs nommés plaids. Si la caution proposée par un tiers n'est pas suffisante, le meurtrier doit alors payer les indemnités demandées par sa vie (le plus souvent il finit esclave).
Il faut constater qu’au début de l’application de cette loi salique, il était obligatoire pour le parent d'aider à payer la dette. Cependant plus tard, cette dette pouvait être annulée par ce dernier en se rendant au mallus pour briser sa parenté. Dans la tradition, cette suppression de la parenté se faisait en brisant des baguettes de bois au-dessus de sa tête. Cela rejetait ainsi les liens familiaux.

## Composition financière de la loi en lien avec cette tradition
La composition est la somme que doit payer le coupable. Il faut donc la distinguer donc de la chrenecruda qui n’est que la partie symbolique de la transmission de dette.
Cette somme est composée du payement pour le jugement du coupable mais également d’indemnités. Un tiers de ces indemnités va au roi, comme réparation des troubles causés (le fredus) tandis que deux tiers vont à la famille de la victime afin d’éviter la vengeance individuelle (le wergeld).